# Obusier 130 mm M1954
Le canon de 130 mm M1954 (désignation OTAN) ou M-46 (désignation soviétique) est une pièce d'artillerie de conception et de fabrication soviétique. 
Officiellement, pour ses utilisateurs du Bloc de l'Est, c'était un canon[Quoi ?].

## Présentation
Développé en secret par l'URSS pendant la guerre froide, ce canon tracté apparaît pour la première fois lors d'un défilé militaire de l'Armée rouge en mai 1954, d'où son appellation M1954 pour l'OTAN. Il était fabriqué dans l'usine N°172 (en) à partir de 1951, plusieurs milliers d’exemplaires ont été produits.
Le M-46 est un obusier tirant des obus de calibre 130 mm. Il est doté d'un canon de 55 calibres avec une culasse à bloc coulissant horizontal et un frein de bouche de type "poivrière". La longueur du canon permet d'installer une charge propulsive importante, le projectile peut ainsi atteindre une vitesse initiale de 930 m/s.
Neuf artilleurs sont nécessaires pour faire fonctionner l'obusier à pleine capacité, avec du personnel formé, le canon peut atteindre une cadence de feu de 6 à 7 coups par minute.
Il est utilisé lors de nombreux conflits, notamment au Moyen-Orient, au Viêt Nam et durant la guerre russo-ukrainienne de 2022, et une trentaine de pays à travers le monde l'ont utilisé ou l'utilisent encore (en 1990).

## Utilisations

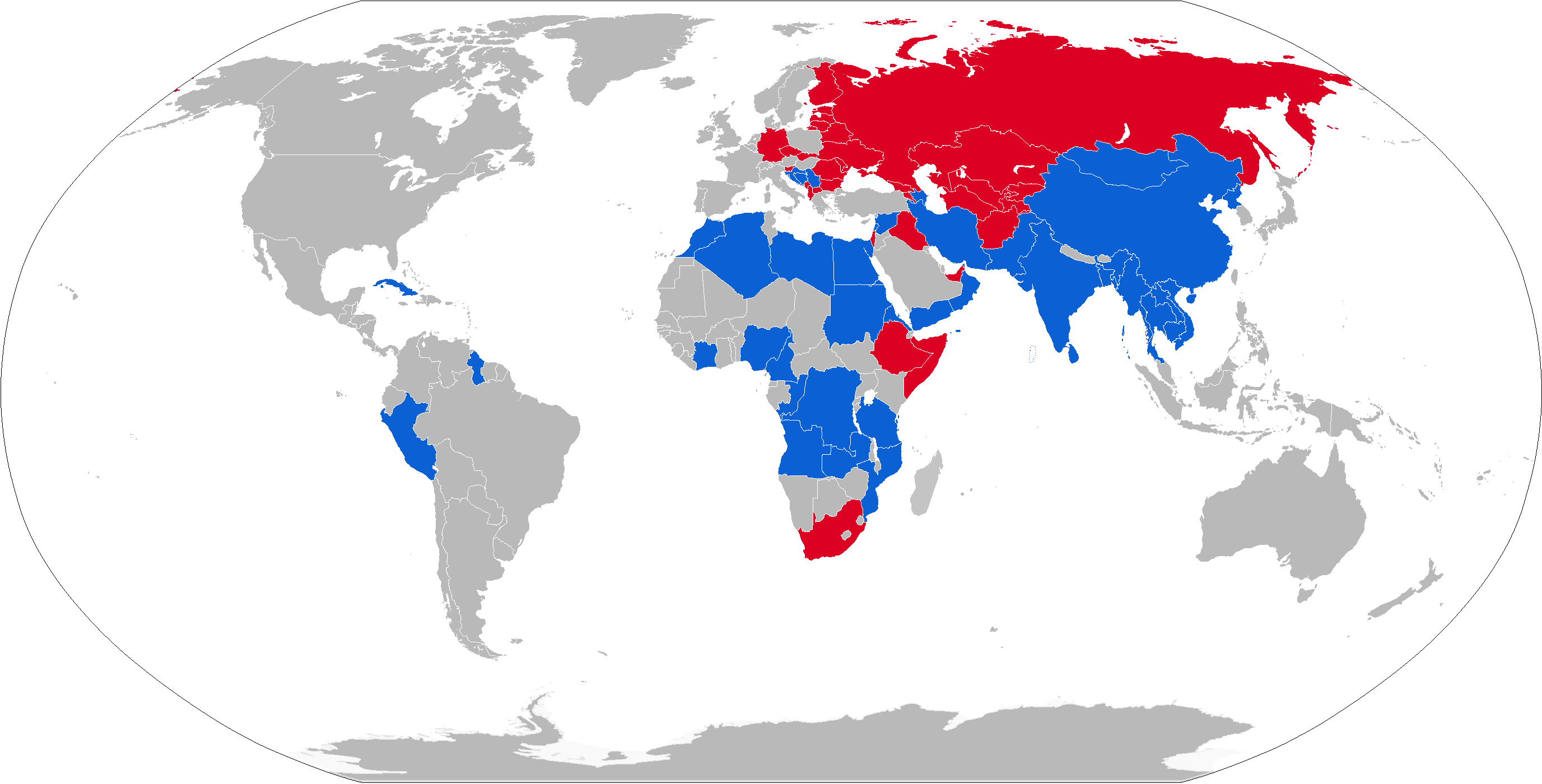
Carte des utilisateurs en bleu. Anciens utilisateurs en rouge.

Le M1954 a été utilisé lors de très nombreux conflits pendant la guerre froide et postérieurement. Il a notamment largement été utilisé par le Nord Viêt Nam où sa portée était supérieure à tous les canons américains à l'exception du canon automoteur M107. Pendant la Guerre de la frontière sud-africaine, sa portée dépasse celle de l'artillerie sud-africaine, poussant au développement du G6 Rhino.

## Caractéristiques techniques
- Masse : 7 700 kg en position de tir, 8450 kg avec le train routier.
- Longueur (totale): 11,73 m
- Largeur: 2,45 m
- Hauteur: 2,55 m
- Canon (calibre) : .52 (130 mm)
- Canon (longueur): 7,60 m
- Portée maximale (selon projectile): 38 000 m avec obus HE ERFB-BB[6]
- Vitesse du projectile: 930 m/s
- Coups par minute: env. 6
- Élévation: -2° à 45°

## Galerie

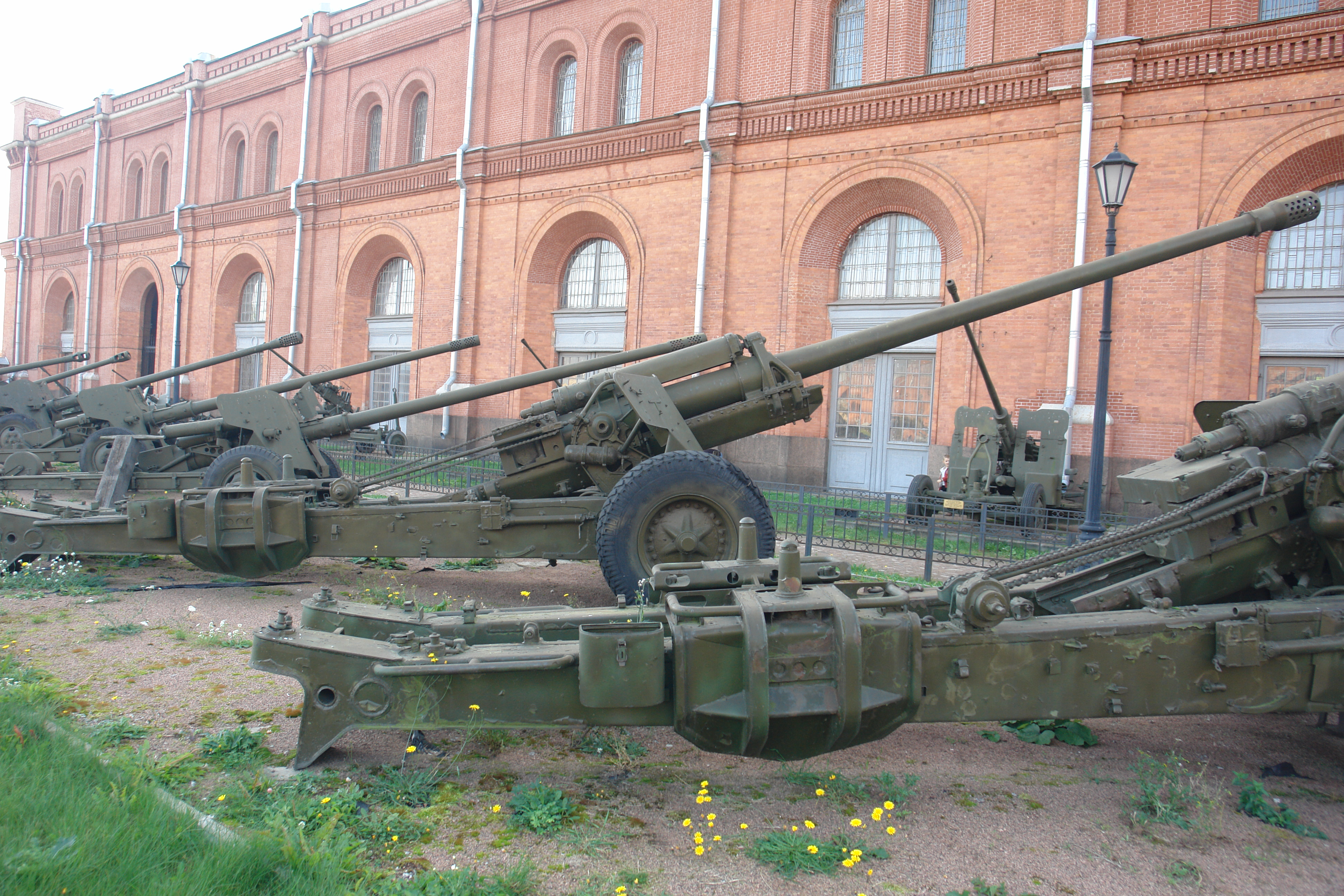
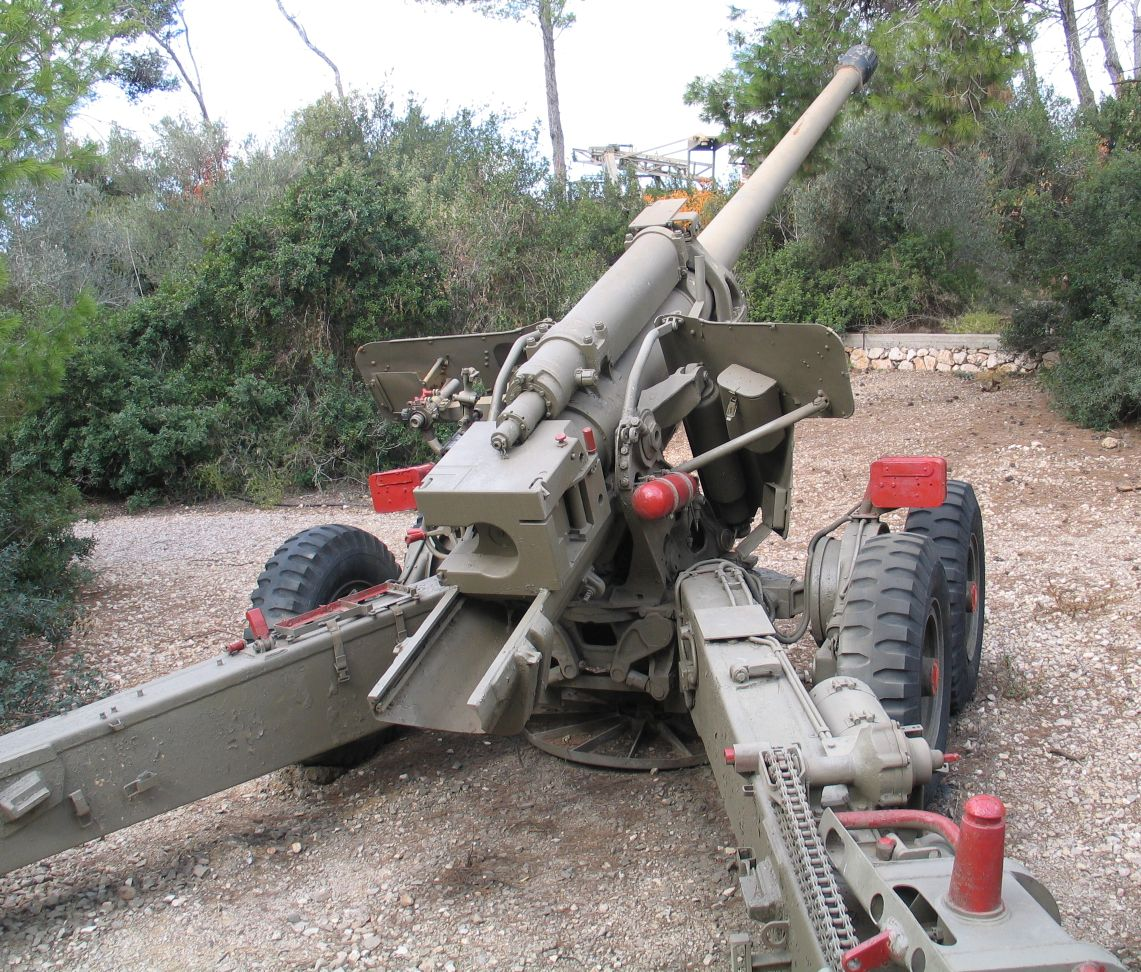
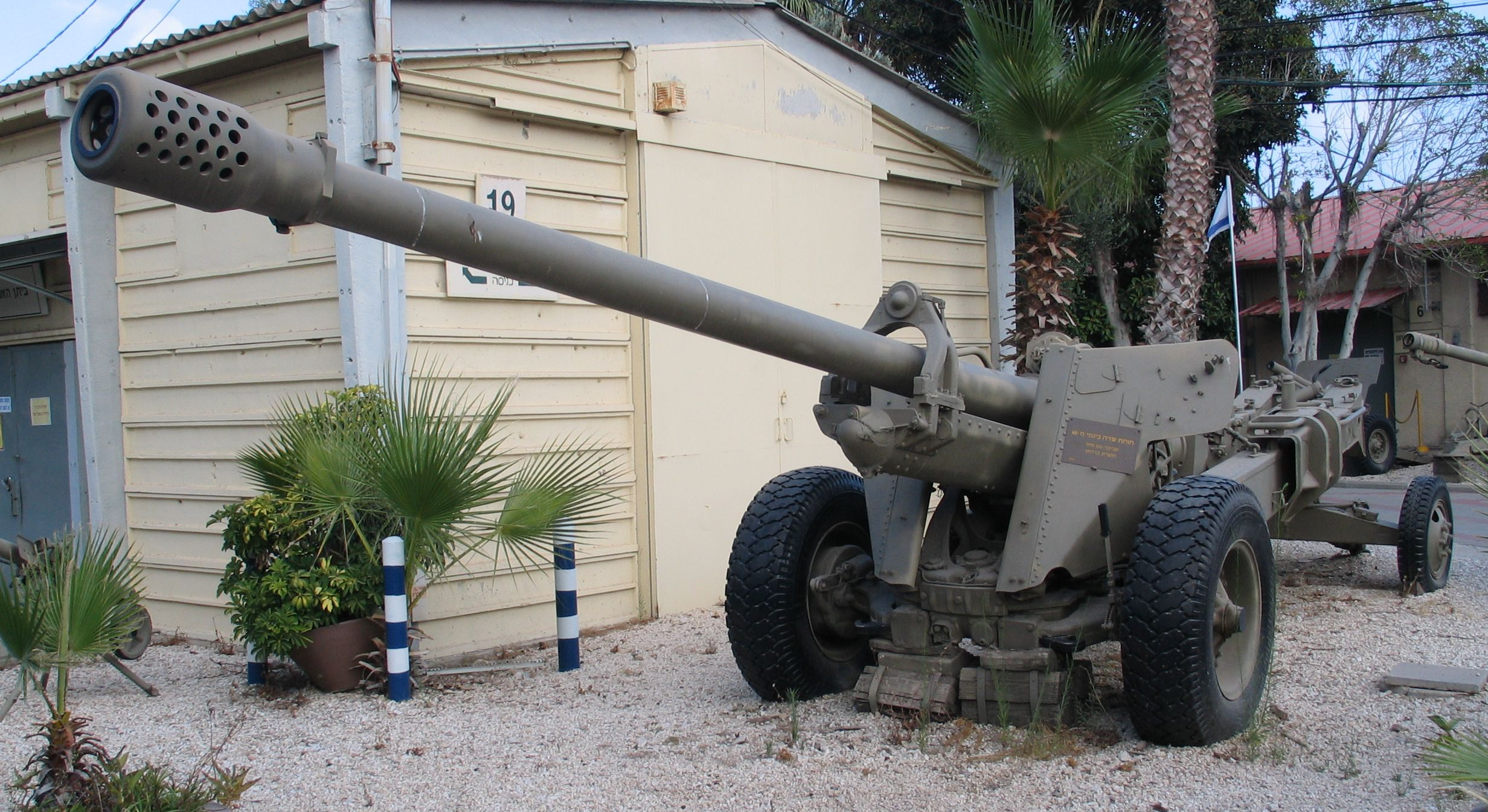
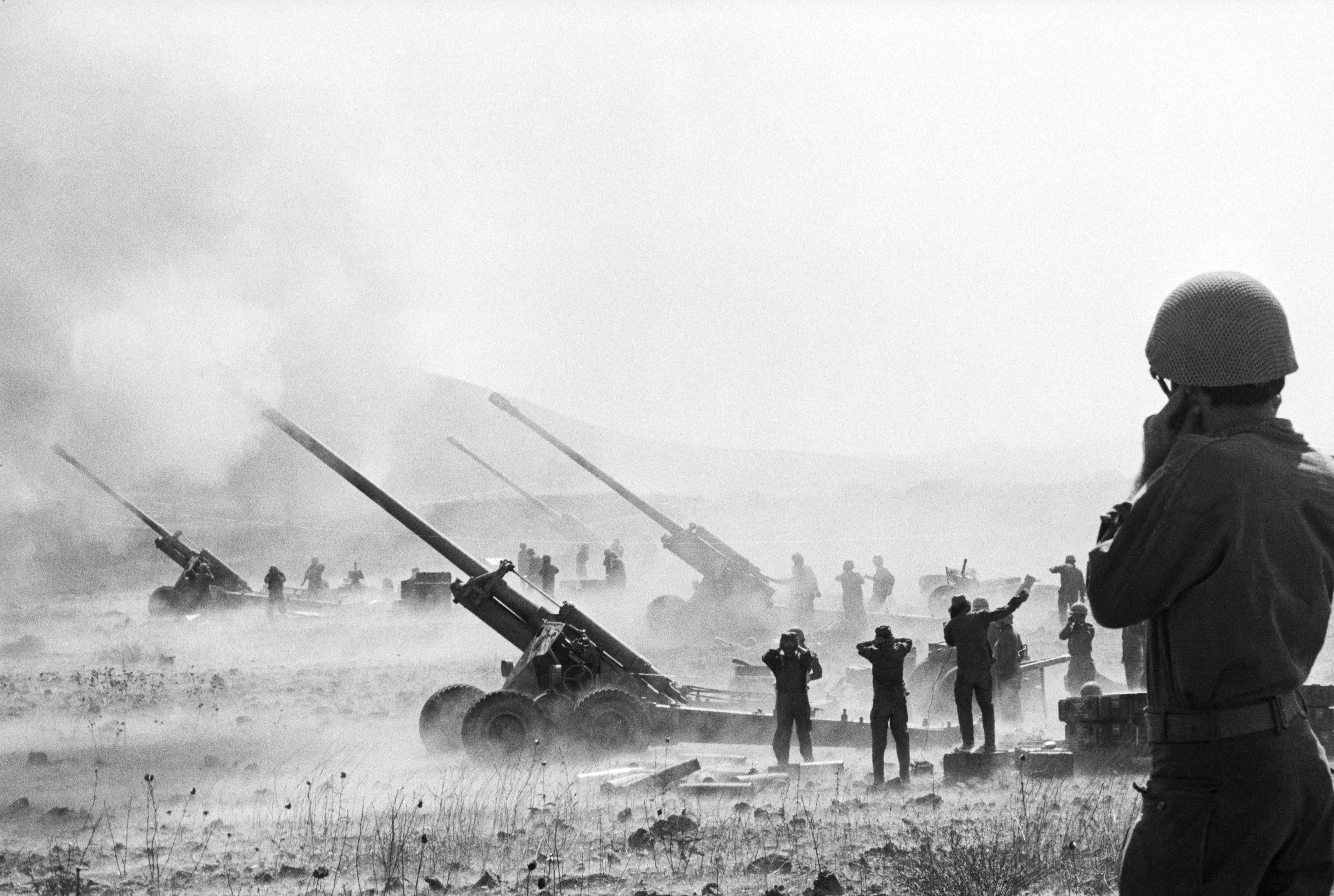
Pendant la guerre du Kippour.
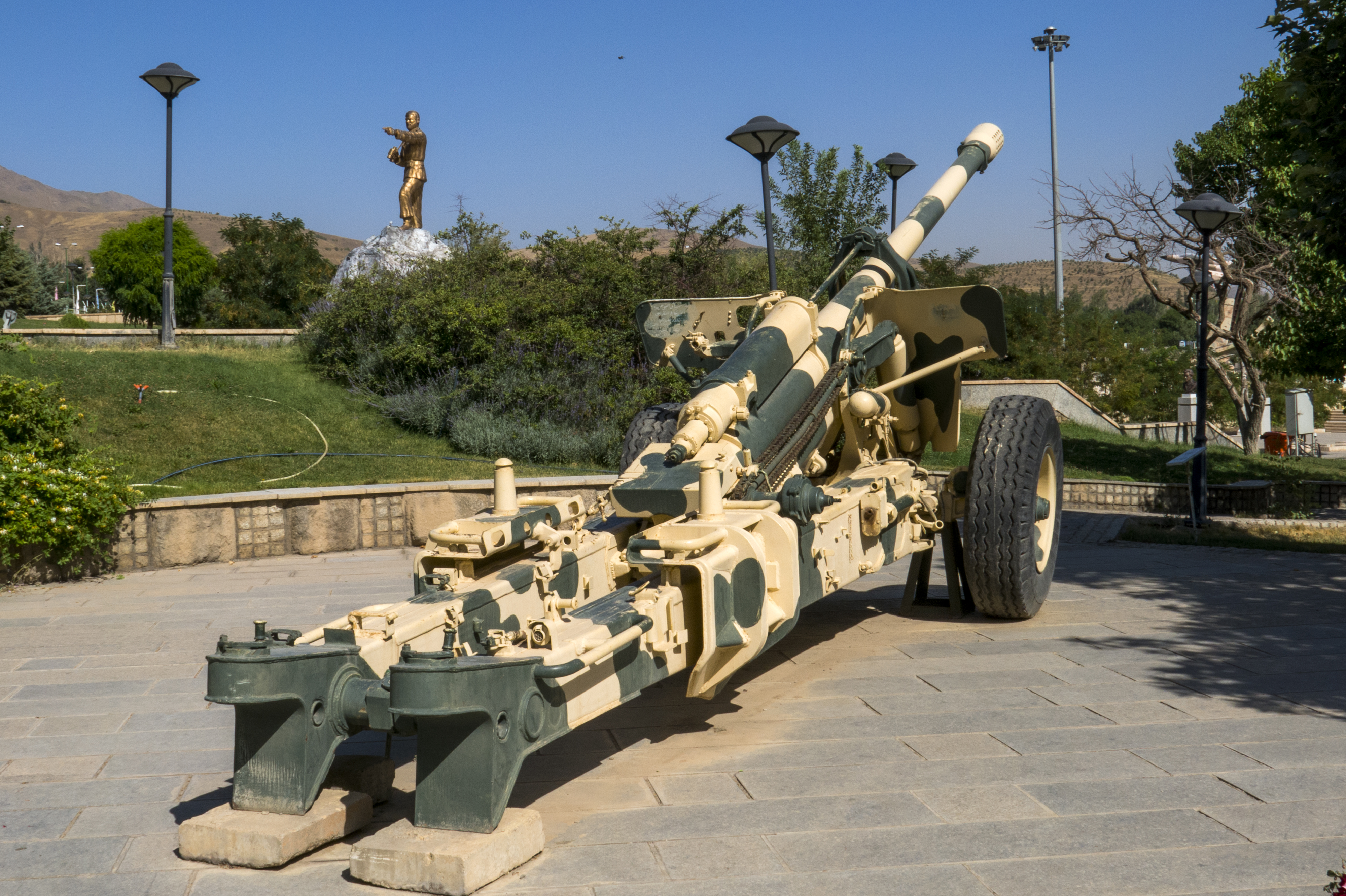
Exposé en Iran.
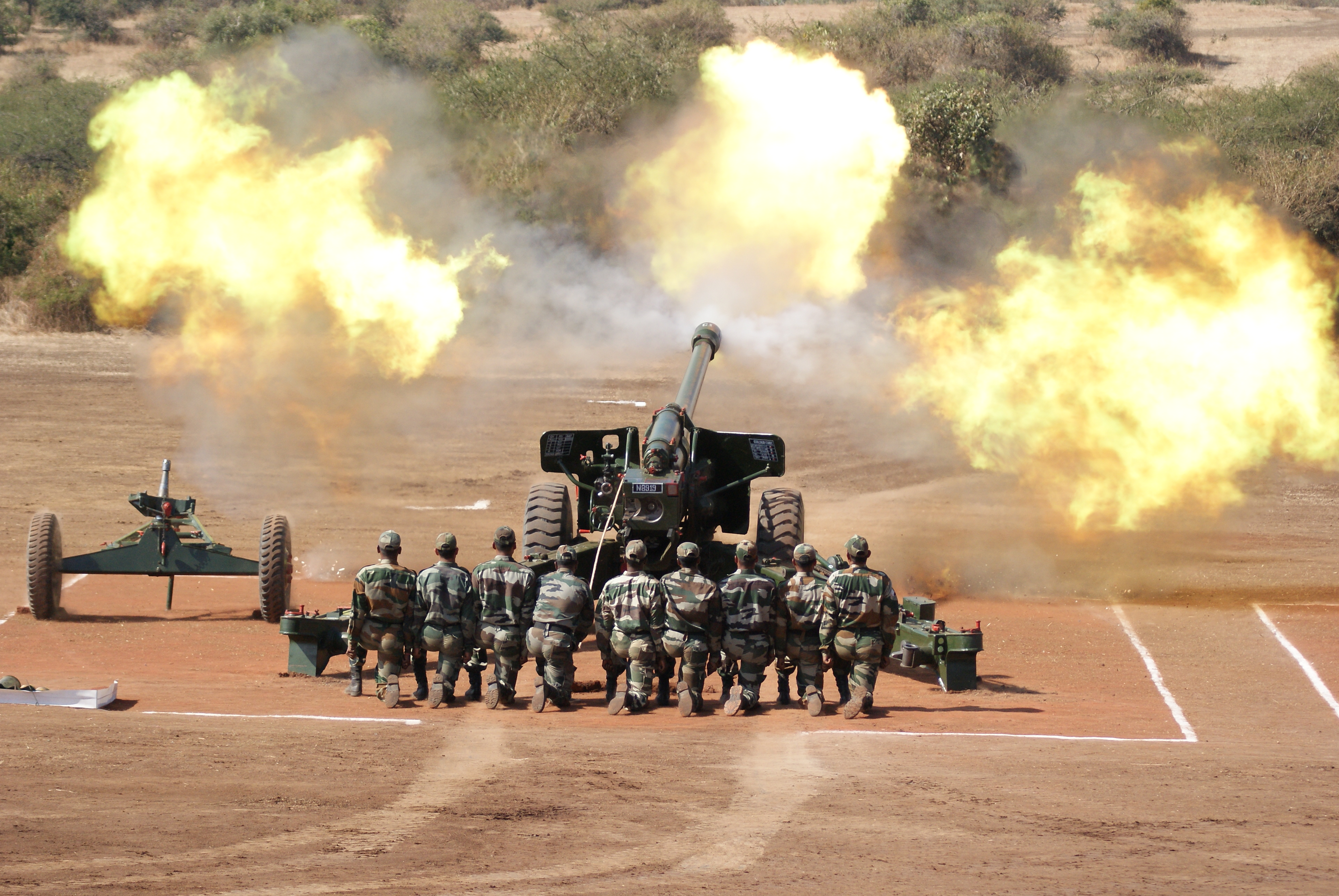
Tir par l'armée indienne.
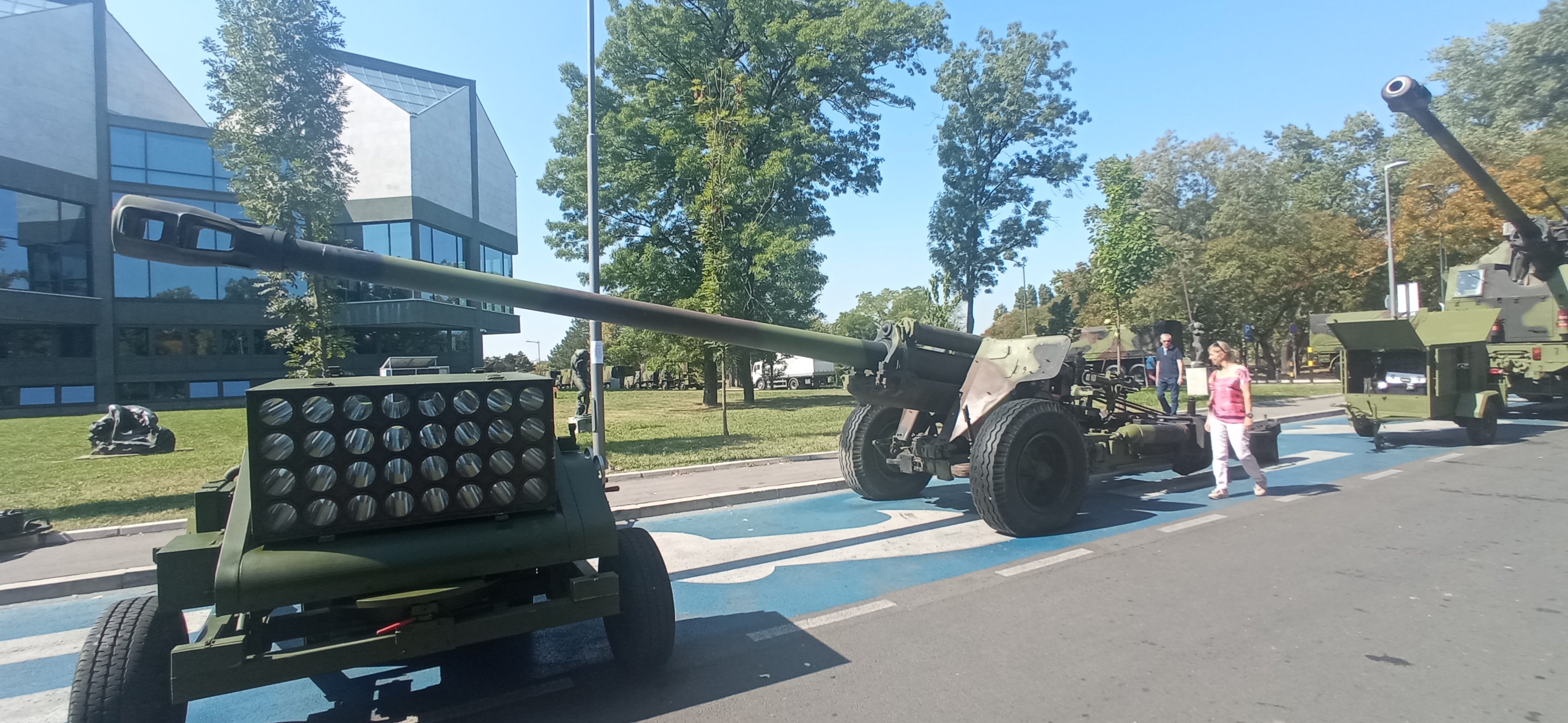
Exposé en Serbie.

## Variante
Chine - Type 59 et Type 59-I